# Macrozamia riedlei
Macrozamia riedlei je druh cykasu z čeledi zamiovité (Zamiaceae). Je to endemit západní Austrálie.
Semena této rostliny byla domorodci po úpravě používána jako potrava. Za syrova jsou však jedovatá, podobně jako všechna semena cykasů. Otravy z těchto rostlin jsou pravděpodobně prvními popsanými otravami po příchodu Evropanů do Austrálie. Opakované otravy popsali Vlaming v roce 1697, La Perouse 1788, Flinders 1801 a Sir George Grey v roce 1839.